# Spilosmylinae
Spilosmylinae (лат.) — крупнейшее подсемейство насекомых из семейства Osmylidae, насчитывающее 113 видов в составе трех родов: Thaumatosmylus (8 видов), Thyridosmylus (20 видов) и Spilosmylus (85 видов). Отличительным признаком является наличие короткой жилки в виде шпоры, впадающей в основание жилки CuP.
Ареал Thaumatosmylus включает Индию и Китай, остальные два рода имеют более широкий ареал и встречаются в Южной Африке, Австралии, Новой Гвинее и Юго-Восточной Азии, причем центром разнообразия Spilosmylus является Малайзия, откуда описано 54 вида этого рода. Древнейшие находки семейства отмечены из средней юры Китая и верхней юры Казахстана.